# Woimbey
Woimbey é uma comuna francesa na região administrativa de Grande Leste, no departamento de Meuse. Estende-se por uma área de 15,3 km². Em 2010 a comuna tinha 122 habitantes (densidade: 8 hab./km²).